# Бериссо (город)
Бериссо (исп. Berisso) — город в Аргентине в провинции Буэнос-Айрес. Часть агломерации Большой Буэнос-Айрес. Административный центр муниципалитета Бериссо.

## История
В 1871 году Хуан Бериссо открыл фабрику по засолке мяса «Сан-Хуан» на месте, которое тогда относилось к поселению Энсенада. В том же году Антонио Камбасерес открыл другую такую фабрику (называвшуюся «Трес де Фебреро») в месте, расположенном к северу от Энсенады. Между этими двумя местами стали селиться рабочие этих фабрик — около 2 тысяч человек. В 1879 году рядом с двумя фабриками была возведена ещё и третья — «Сан-Луис».
В 1882 году было принято решение о том, что Буэнос-Айрес будет федеральной столицей страны, а для правительства штата Буэнос-Айрес будет построена новая столица — Ла-Плата. Земли, прилегающие к фабрикам «Сан-Хуан» и «Сан-Луис», отходили новому городу, а Энсенада потеряла статус административного центра муниципалитета. После строительства порта Ла-Плата полоса земли от реки Рио-Сантьяго до границ Ла-Платы была конфискована под общественные нужды, и поселение в районе фабрики Бериссо оказалось отделено от Энсенады.
Развитие порта привело к промышленной застройке этих земель, а Первая мировая война вызвала огромный спрос на мясо из Аргентины, поэтому здесь строились новые консервные заводы и холодильники. В межвоенный период территория активно заселялась и развивалась, и 3 апреля 1957 года был создан отдельный муниципалитет Бериссо с городом Бериссо в качестве его административного центра.
В XX веке многие иммигранты, приезжавшие в Аргентину по морю, оседали именно в Бериссо, в результате чего он получил неформальное название «столица иммигрантов». Один из трёх основных центров болгарской иммиграции в Аргентину.